# Gonomyia hyperacuta
Gonomyia hyperacuta är en tvåvingeart som beskrevs av Alexander 1956. Gonomyia hyperacuta ingår i släktet Gonomyia och familjen småharkrankar. Inga underarter finns listade i Catalogue of Life.